# Vivre (film, 1952)
Pour les articles homonymes, voir Vivre.
Pour plus de détails, voir Fiche technique et Distribution.
Vivre (生きる, Ikiru) est un film japonais réalisé par Akira Kurosawa, sorti en 1952 et mettant en vedette Takashi Shimura dans le rôle principal. Cette œuvre, considérée comme l'un des chefs-d'œuvre du cinéma japonais et mondial, explore les thèmes de la mort, du sens de la vie et de l'aliénation des individus au sein des structures bureaucratiques dans le Japon d'après-guerre.
Il raconte l'histoire de Kanji Watanabe, un fonctionnaire vieillissant et apathique qui, après avoir appris qu'il est atteint d'un cancer en phase terminale, se lance dans une quête désespérée pour donner un sens à sa vie. Pris au piège d'une routine morne et sans but, Watanabe décide de consacrer ses derniers mois à un projet communautaire : la construction d'un parc pour enfants, dans l'espoir de laisser une trace positive avant de mourir.
Le film est structuré en deux parties : la première suit la transformation intérieure de Watanabe, tandis que la seconde montre l'impact de son acte sur ceux qui l'entourent, notamment ses collègues de travail et sa famille, après sa mort. Considéré comme l'un des chefs-d'œuvre de Kurosawa, Vivre est salué pour sa réflexion philosophique sur la vie et la mort, ainsi que pour la performance poignante de Takashi Shimura, son exploration émotive des dilemmes existentiels, et sa critique subtile des rouages de la société moderne.

## Synopsis
Le film est structuré en deux grandes parties de durées inégales.
Dès l'introduction, un narrateur explique que le protagoniste est atteint d'un cancer de l'estomac, une maladie alors incurable. Il s'agit de Kanji Watanabe, un fonctionnaire veuf en fin de carrière, responsable du service municipal des Affaires publiques dans un arrondissement de Tokyo. Sa fonction se résume à écrire ou tamponner des formulaires, sans la moindre utilité concrète, et il a abandonné depuis longtemps toute initiative. Un jour, un comité de mères de famille vient déposer une requête auprès du service des Affaires publiques concernant un problème d'eau polluée sur un terrain vague où vont jouer leurs enfants, mettant leur santé en danger ; elles demandent que la zone soit assainie, et suggèrent que celle-ci serait idéale pour la construction d'un parc de jeux. Mais M. Watanabe ne prend même pas la peine d'étudier leur requête, par habitude de la lourdeur de toute démarche au sein de l'administration, et rechignant à s'impliquer davantage en prenant une quelconque responsabilité. Les mères sont donc renvoyées au bureau des Travaux publics, où on les renvoie pareillement au bureau des Parcs, puis à la Santé publique, puis à la Planification urbaine, puis à l'Instruction publique, et ainsi de suite... chaque service s'avérant tout aussi inefficace et évasif, cherchant à se décharger sur les autres services. À force de persévérance, elles parviennent tout de même à obtenir une entrevue avec le maire adjoint d'arrondissement, qui feint de s'intéresser à leur plainte, mais il ne fait que les renvoyer vers la section des Affaires publiques, où le circuit recommence à l'identique... Excédées, elles se mettent à fulminer contre ces « tueurs de temps » que sont les fonctionnaires municipaux, et s'en vont. Un employé leur indique alors que le chef de section est absent, et leur suggère de formuler leur requête par écrit.
Lorsque M. Watanabe se rend dans un hôpital en raison de maux de ventre persistants, un patient se trouvant aussi dans la salle d'attente lui décrit de façon très détaillée les symptômes du cancer de l'estomac, ainsi que le type de discours que tiennent les médecins aux personnes atteintes de cette maladie équivalant à un « arrêt de mort », afin de leur cacher la vérité. Or il reconnaît précisément ses propres symptômes, et par la suite le discours du médecin correspond presque au mot près à ce qui vient d'être décrit : le déni de la gravité de sa condition est maintenu en dépit de ses supplications réitérées pour connaître la vérité, et plus le médecin se veut rassurant, plus son patient s'enfonce dans le désespoir, se sachant condamné. Après son départ, le médecin confirme à ses assistants qu'il ne reste à ce patient que six mois à vivre tout au plus. De retour chez lui, M. Watanabe est bouleversé ; la prise de conscience de sa mort prochaine lui fait réaliser l'inanité de la vie qu'il a menée et l'inutilité totale de son travail. De surcroît, il surprend par hasard son fils Mitsuo et sa belle-fille en train de parler de ses économies « qu'il ne pourra emporter dans sa tombe », ce qui accentue encore son désespoir. Alors qu'il n'a jamais pris le moindre congé depuis 30 ans (« non parce qu'il est indispensable mais pour que l'on ne s'aperçoive pas qu'il ne sert à rien », selon les termes d'une histoire drôle lue un jour par Mlle Odagiri, une jeune employée de son service, et dans laquelle il s'est reconnu sans oser se l'avouer à ce moment-là), il abandonne son poste et décide de faire une fugue, emportant une partie de ses économies, sans en aviser personne. Il se met à boire dans les bars, conduite relevant moins de la débauche que de l'auto-punition, voire du suicide étant donné sa condition. C'est là qu'il rencontre un écrivain, lequel est impressionné par sa grandeur d'âme découverte dans l'expérience de la souffrance et la conscience aigüe de sa finitude. M. Watanabe le sollicite afin qu'il l'initie aux plaisirs de la vie nocturne. Il rencontre alors une galerie de personnages hauts en couleur, mais ne parvient pas à véritablement se divertir, et encore moins à satisfaire sa quête de sens. Dans un cabaret, alors qu'un pianiste demande à l'assistance une suggestion pour la prochaine chanson, M. Watanabe demande timidement Gondola no uta (en), une chanson des années 1910 qui lui rappelle sa jeunesse, et évoquant la brièveté de la vie, qu'il fredonne ensuite avec ferveur, irradiant l'assistance de l'intensité de sa souffrance.
Le lendemain, alors qu'il déambule sans but dans les rues, il rencontre par hasard Mlle Odagiri, qui justement le cherchait afin qu'il cachète son formulaire de démission, car elle a trouvé un nouvel emploi. Après un an et demi à la mairie, elle a décidé d'échapper à la bureaucratie. Son enthousiasme et sa vitalité sont irrésistibles pour M. Watanabe, et il la convainc de l'accompagner quelque temps. Lors d'une de leurs sorties, elle lui apprend qu'au bureau, pour tromper l'ennui, elle avait inventé des surnoms insolites pour chacun des membres du service, y compris M. Watanabe lui-même, qu'elle appelait « la Momie » — terme qu'elle regrette, estimant l'avoir mal jugé, mais qui le conforte dans l'opinion qu'il a de lui-même, lui qui s'est comporté durant pratiquement toute sa carrière comme un cadavre ambulant. Cette fréquentation fait soupçonner à Mitsuo que cette jeune femme est la maîtresse de son père et va dilapider son argent. Durant un dîner avec son fils et sa belle-fille, Kanji Watanabe ressent le besoin de se confier sur sa maladie, mais alors qu'il annonce péniblement qu'il voudrait lui parler de quelque chose d'important, Mitsuo, s'imaginant qu'il va lui avouer sa relation avec cette jeune femme, l'interrompt et se met à lui faire des reproches très acerbes, ce qui le plonge dans un profond désarroi, car il réalise qu'il ne peut même plus communiquer avec son fils, pour qui il a fait tant de sacrifices. En particulier, après la mort de sa mère, alors que Mitsuo était un jeune enfant, il a choisi de ne pas refaire sa vie auprès d'une autre femme et de rester veuf, ce malgré les remontrances de son frère, qui pressentait qu'il allait y laisser sa santé.
Lors d'une conversation dans un restaurant avec Mlle Odagiri, qui ne comprend pas pourquoi il veut la voir sans arrêt, et en vient à se sentir mal à l'aise lors de leurs rencontres, du fait de son comportement étrange et de sa mélancolie exacerbée, il finit par lui dévoiler sa maladie et son désespoir, mais aussi son besoin d'être en sa présence, elle qui est pleine de vitalité, alors que lui en est depuis longtemps dépourvu. Lorsqu'il lui demande avec insistance comment elle fait pour être si joyeuse, si vivante, elle répond d'abord qu'elle ne fait rien de spécial, puis lui explique qu'en fabriquant des jouets pour les enfants, elle a l'impression de leur apporter de la joie, d'être leur amie, et que de ce fait son activité, son travail ont un sens — contrairement à l'administration où il ne se passe rien, où l'on perd son temps et celui des autres. Contemplant le jouet qu'elle vient de poser sur la table, un petit lapin mécanique, M. Watanabe finit par trouver l'illumination : il consacrera le restant de sa vie aux autres, en premier lieu aux enfants, en utilisant enfin sa position pour accomplir quelque chose, un parc pour que les enfants puissent jouer en toute sécurité, concrétisant ainsi la pétition des mères de famille au début du récit. Alors que M. Watanabe part précipitamment, une assemblée de jeunes gens entonnent le chant Happy birthday à l'attention d'une de leurs amies qui vient de le croiser dans un escalier en arrivant au restaurant — la chanson paraît ainsi s'adresser à M. Watanabe lui-même et célébrer sa renaissance ; mais en l'entendant, Mlle Odagiri reste prostrée, semblant prendre conscience du passage du temps qui pour elle aussi est compté.
Après une ellipse de cinq mois, le récit reprend peu après la mort de M. Watanabe, lors de la cérémonie funèbre qui réunit son fils, sa belle-fille, ses collègues et le maire d'arrondissement. Peu à peu, au fil de conversations entrecoupées de flashbacks disjoints, les circonstances de sa mort et les détails de son dernier combat sont élucidés : il s'est consacré à une cause pour laquelle il a déployé ses dernières énergies, à savoir la création d'un parc municipal à la place de ce terrain vague insalubre. Son combat était rendu très difficile par l'immobilisme de la bureaucratie, les querelles entre les différents services administratifs, et même les intimidations de la mafia locale (commanditée par des promoteurs véreux qui souhaitaient transformer cette zone en quartier de débauche) ; mais rien de tout cela n'a entamé sa détermination. Plus tard, lors de l'inauguration du parc, son rôle a été minimisé par le maire adjoint d'arrondissement qui présidait la cérémonie, lequel s'en est attribué le mérite dans une optique électoraliste. Le corps de M. Watanabe ayant été retrouvé sur le lieu même du nouveau parc, on raconte qu'il s'y serait donné la mort en guise de protestation silencieuse vis-à-vis de l'administration municipale. Lors de la cérémonie, le maire adjoint est très gêné quand des journalistes insinuent que la population n'est pas dupe, fustigeant à demi-mot sa mesquinerie, et plus encore quand le comité des mères vient se recueillir, laissant jaillir de fervents sanglots et rendant un hommage appuyé à M. Watanabe, contrastant avec les condoléances affectées de l'édile, qui prend congé peu après, prétextant une réunion. Grisés par l'alcool, les employés restés à la cérémonie, du service des Affaires publiques et de quelques autres services municipaux, se mettent à exprimer leur ressenti vis-à-vis de ces évènements : certains, par déférence, persistent à répéter la version officielle, critiquant M. Watanabe pour avoir outrepassé ses prérogatives, tandis que d'autres lui rendent un vibrant hommage ; M. Kimura, particulièrement ému, affirme que c'est M. Watanabe et lui seul qui a « enfanté » ce parc, tandis que M. Ohara fustige le nouveau chef de section, M. Ohno, pour avoir prétendu qu'il aurait agi de même dans de telles circonstances, estimant qu'ils sont tous des « déchets humains » en comparaison avec le défunt. Mitsuo découvre aussi au fil des conversations que son père se savait atteint d'un cancer et ne comprend pas pourquoi il ne le lui avait pas dit ; il comprend aussi que Mlle Odagiri n'était pas sa maîtresse, que toutes ses idées préconçues sur son père étaient fausses, et éprouve du remords en reconsidérant sa propre attitude.
Les circonstances de la mort de M. Watanabe sont révélées lors d'une des dernières scènes. Un agent de la police municipale qui patrouillait devant le nouveau parc raconte l'y avoir vu tard le soir faire de la balançoire, couvert de neige, en chantant d'une voix exaltée, semblant étrangement heureux ; mais, s'imaginant avoir affaire à un simple ivrogne, l'agent s'est abstenu de lui venir en aide, ce dont il est profondément désolé rétrospectivement. Un nouveau flashback montre en effet M. Watanabe sur une balançoire en train de chanter Gondola no uta (en), cette même chanson qu'il avait demandé à entendre au cabaret quelques mois plus tôt, sonnant désormais comme un hymne à la vie. Ainsi, Kanji Watanabe est probablement mort de froid, fragilisé par sa maladie — et ce volontairement, car avant de partir ce soir-là il avait pris soin de laisser pour son fils une enveloppe contenant son sceau, son chéquier et des formulaires pour l'obtention de sa prime de retraite. À la suite de ce témoignage bouleversant, les fonctionnaires et leur nouveau chef, ivres, s'engagent à suivre l'exemple de M. Watanabe, promettant d'en finir avec l'immobilisme et d'agir véritablement au service des citoyens.
Mais, de retour au bureau, la mécanique bureaucratique reprend vite le dessus. Lorsqu'une requête au bureau des Affaires publiques est promptement redirigée vers un autre service, M. Kimura, l'un des employés ayant prêté serment, se lève brusquement, semblant vouloir s'en insurger et enjoindre d'agir sur-le-champ, mais devant la passivité de ses collègues, et le mutisme intimidant de son nouveau chef, il se résigne en silence, retournant à sa tâche absurde, disparaissant derrière un monceau de dossiers accumulés sur son bureau. Plus tard, alors qu'il passe devant le parc, ce même homme qui a fugacement montré sa révolte observe en souriant les enfants qui jouent dans le nouveau parc, grâce à Kanji Watanabe.

## Fiche technique
- Titre : Vivre
- Titre original : 生きる (Ikiru?)
- Réalisation : Akira Kurosawa
- Production : Sōjirō Motoki

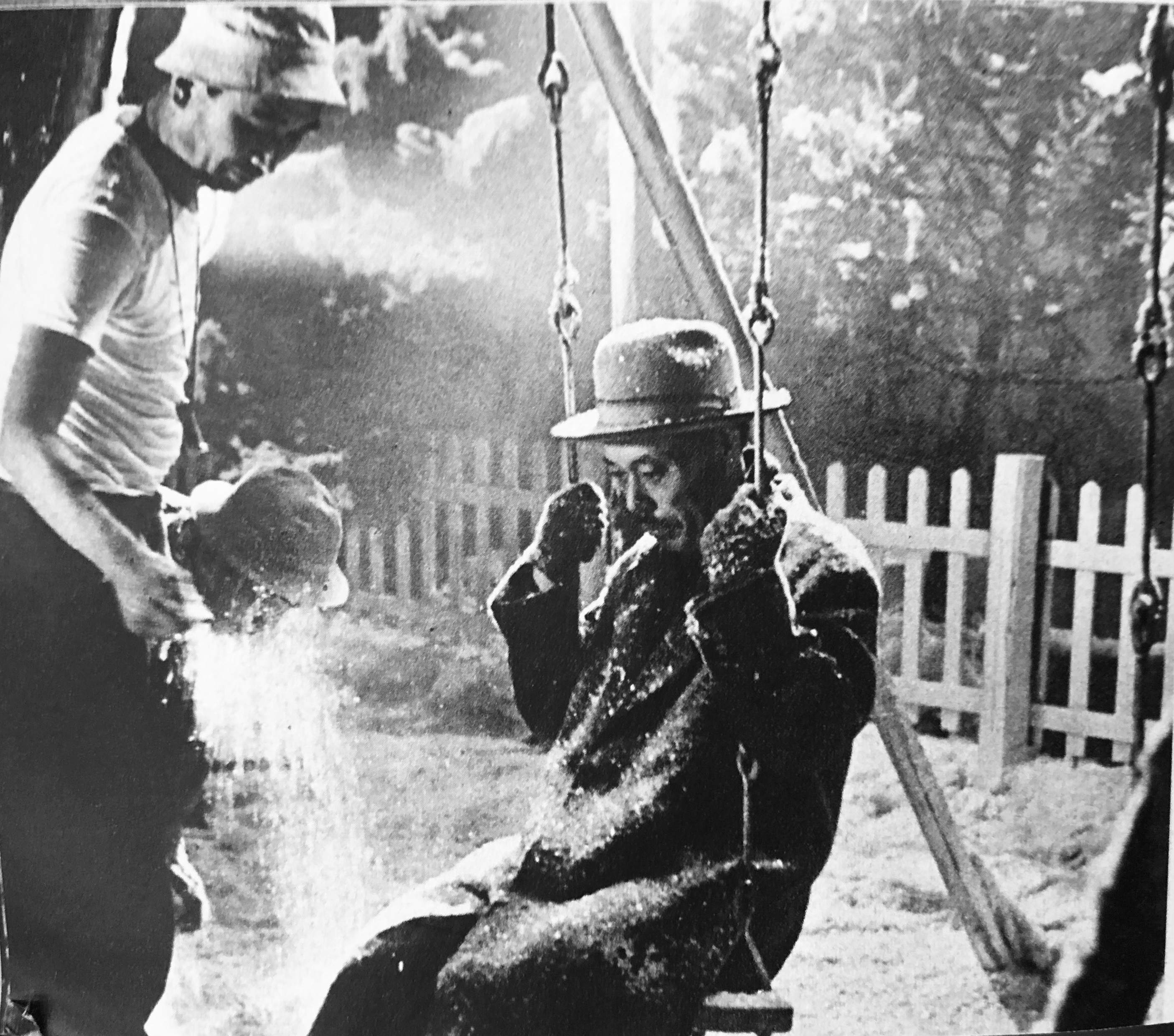
Tournage de Vivre durant la scène iconique de la balançoire.

- Scénario : Shinobu Hashimoto, Akira Kurosawa et Hideo Oguni, inspiré en partie du roman La Mort d'Ivan Ilitch de Léon Tolstoï[2]
- Musique originale : Fumio Hayasaka
- Photographie : Asakazu Nakai
- Premier assistant opérateur : Takao Saitō
- Montage : Kōichi Iwashita
- Création des décors : Takashi Matsuyama
- Son : Fumio Yanoguchi (en)
- Production : Sōjirō Motoki
- Société de production : Tōhō
- Pays d'origine :  Japon
- Langue originale : japonais
- Format : noir et blanc - 1,37:1 - 35 mm - son mono
- Genre : drame
- Durée : 143 minutes[3] (métrage : quinze bobines - 3 918 m[3])
- Dates de sortie :
  - Japon : 9 octobre 1952[3]
  - France : 31 août 1966[4],[5]

## Distribution
- Takashi Shimura : Kanji Watanabe

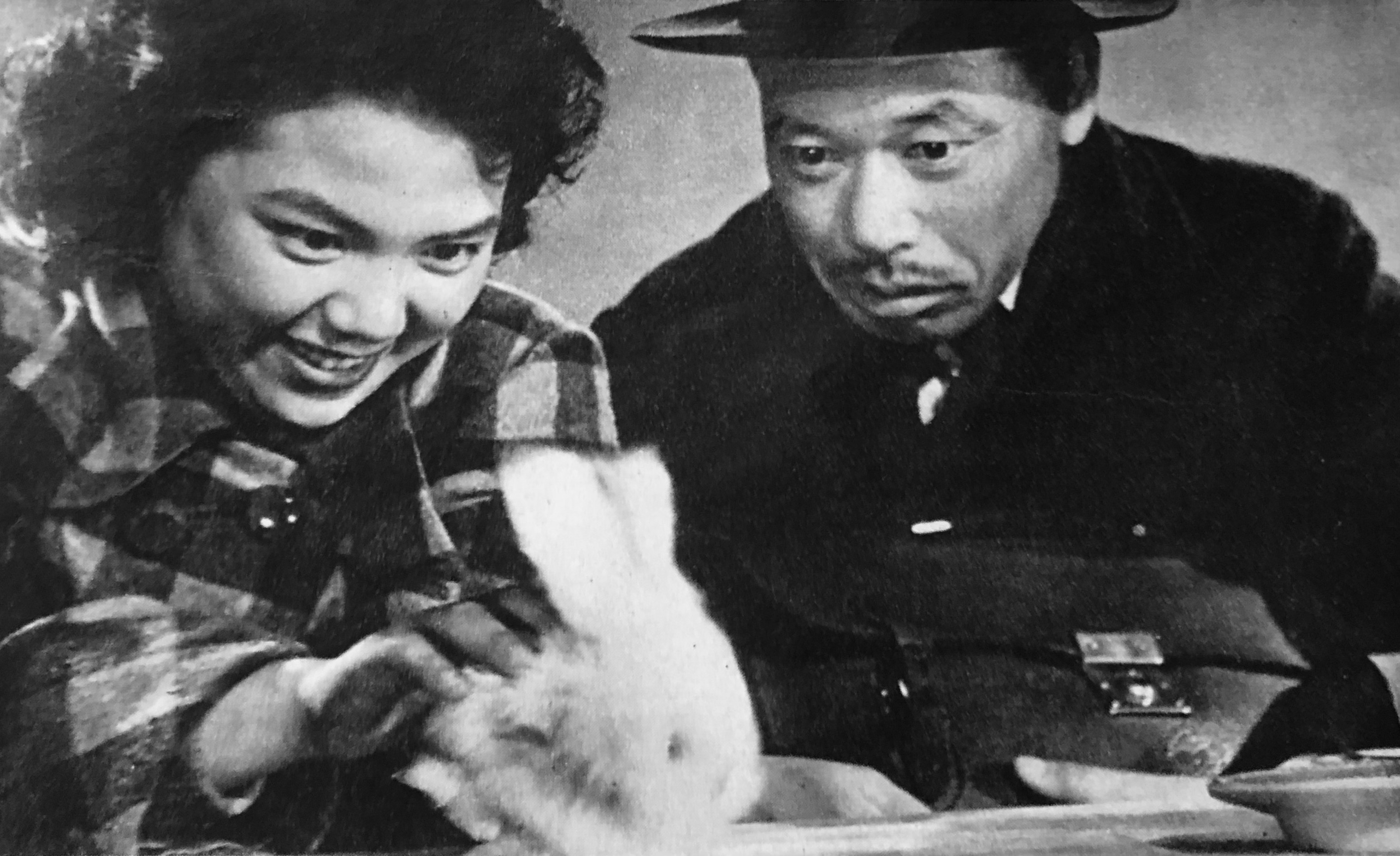
Miki Odagiri et Takashi Shimura dans le film.

- Nobuo Kaneko : Mitsuo Watanabe, le fils de Kanji
- Kyoko Seki : Kazue Watanabe, l'épouse de Mitsuo
- Makoto Kobori : Kiichi Watanabe, le frère de Kanji
- Kumeko Urabe : Tatsu Watanabe, l'épouse de Kiichi
- Noriko Honma : Mme Hayashi, la domestique
- Kamatari Fujiwara : M. Ōno, sous-chef de section
- Minosuke Yamada (ja) : M. Saito, sous-secrétaire
- Shin'ichi Himori : M. Kimura
- Bokuzen Hidari : M. Ohara
- Haruo Tanaka : M. Sakai
- Minoru Chiaki : M. Noguchi
- Miki Odagiri : Toyo Odagiri
- Yūnosuke Itō : l'écrivain
- Atsushi Watanabe : un patient à l'hôpital
- Masao Shimizu : le médecin à l'hôpital
- Isao Kimura : le médecin interne
- Nobuo Nakamura : le maire adjoint d'arrondissement
- Seiji Miyaguchi : le chef yakuza
- Daisuke Katō : un sbire yakuza

## Thèmes

### Mort
La mort est un thème majeur du film. Sa pensée mène à la quête du protagoniste Watanabe pour trouver le sens de la vie. Initialement, Watanabe se tourne vers les boîtes de nuit et les femmes pour vivre pleinement, mais finit par chanter la chanson de 1915 Gondola no Uta (en) comme une expression de perte. Le professeur Alexander Sesonske écrit que dans la scène de la boîte de nuit, Watanabe réalise que « le plaisir n'est pas la vie » et qu'un objectif lui apporte un nouveau bonheur, avec la chanson Joyeux Anniversaire symbolisant sa renaissance. Comme Toyo est jeune, elle a une meilleure intuition sur la manière de vivre, et est présentée comme la « sauveuse improbable » dans la « rédemption » de Watanabe.
L'auteur Donald Richie écrit que le titre du film, signifiant simplement « vivre », pourrait signifier que « l'existence est suffisante ». Cependant, Watanabe trouve que l'existence est douloureuse, et il prend cette idée comme inspiration, voulant s'assurer que sa vie n'a pas été vaine. La justification de sa vie, trouvée dans son parc, est la manière dont Watanabe a découvert comment « vivre »,. À la fin, Watanabe chante maintenant Gondola no Uta avec une grande satisfaction.

### Bureaucratie
Vivre est également une « accusation de la bureaucratie japonaise ». Au Japon après la Seconde Guerre mondiale, il est attendu que le salaryman travaille de manière prévisible conformément aux règles de l'organisation. La scène où les mères entrent pour la première fois au bureau municipal pour demander une aire de jeux montre « l'indifférence » des bureaucrates, qui envoient les visiteurs dans une « tournée farcesque », puis leur demandent une demande écrite, la paperasse dans le film symbolisant « l'activité sans signification ». Cependant, Watanabe utilise la bureaucratie pour forger son héritage, et apparemment, il n'est pas perturbé lorsque la bureaucratie oublie rapidement qu'il a mené le projet de construction de l'aire de jeux.
Le système de santé japonais est dépeint comme excessivement bureaucratique dans le film lorsque Watanabe visite une clinique dans une scène « poignante ». Le médecin est représenté comme paternaliste, et Watanabe ne s'oppose pas à son autorité.

### Vie de famille
L'auteur Timothy Iles écrit que, comme dans le film de 1953 de Yasujirō Ozu, Voyage à Tokyo, Vivre peut avoir une vision négative de l'état de la vie de famille dans le Japon moderne. Watanabe a vécu avec son fils pendant des années, mais ils ont perdu toute véritable relation. Son fils Mitsuo voit Watanabe comme une gêne et le considère seulement comme un obstacle à l'obtention de l'argent de son testament. Les enfants ne remplissent pas leur responsabilité de respecter leurs parents.
L'urbanisation peut être une raison des changements négatifs dans la société japonaise, mais une raison de l'éloignement entre Watanabe et Mitsuo est la préoccupation de Watanabe pour le travail. Une autre raison est que Watanabe n'était pas avec Mitsuo pendant un traitement médical lorsque le garçon avait 10 ans, ce qui correspond à un schéma dans les films de Kurosawa où les fils sont excessivement durs envers leurs pères.

## Production
Le film marque la première collaboration entre le réalisateur Akira Kurosawa et le scénariste Hideo Oguni. Selon ce dernier, la genèse du film est le désir de Kurosawa de faire un film sur un homme qui sait qu'il va mourir et qui veut une raison de vivre pendant une courte période. Oguni est un scénariste expérimenté et reçoit 500 000 ¥, et le co-scénariste Shinobu Hashimoto reçoit 150 000 ¥. Initialement, Kurosawa dit à Hashimoto qu'un homme qui doit mourir en 75 jours doit être le thème et que la profession du personnage est moins importante, le réalisateur disant que un criminel, un sans-abri ou un ministre du gouvernement serait acceptable.
Les scénaristes consultent la nouvelle La Mort d'Ivan Ilitch de Léon Tolstoï, et Oguni envisage de placer la mort de Watanabe au milieu du film. Kurosawa dicte la scène où Watanabe est sur la balançoire et mentionne les premières paroles de Gondola no Uta (en). Comme aucun des hommes ne connaît la chanson, ils consultent leur plus ancienne réceptionniste pour le reste des paroles et le titre de la chanson.
Kurosawa renomme le premier jet de La vie de Kanji Watanabe en Vivre, que Hashimoto trouve prétentieux, mais Oguni soutient la décision. Le scénario est achevé le 5 février 1952.

## Sortie
Au Japon, la Tōhō sort le film le 9 octobre 1952. Le film est projeté lors de la Berlinale 1954.
Aux États-Unis, le film est exploité pendant une courte période en Californie en 1956 sous le titre Doomed (« Condamné »). Il sort sous le titre Ikiru à New York le 29 janvier 1960. L'affiche du film présente la strip-teaseuse vue brièvement dans le film plutôt que Watanabe.

### Accueil critique
Le film reçoit une approbation critique à sa sortie. Bosley Crowther, écrivant pour le New York Times, le qualifie de « film étrangement fascinant et émouvant, jusqu'à un certain point - ce point étant celui où il consigne son héros âgé à l'au-delà », qu'il juge « anti-climaxique ». Crowther loue Shimura, écrivant qu'il « se mesure à travers sa performance dans ce film avec les meilleurs acteurs de cinéma du monde », et complimente Miki Odagiri, Nobuo Kaneko et Yunosuke Ito. Le personnel de Variety qualifie le film de « tour de force [...] gardant un fil dramatique tout au long et évitant le sentimentalisme ».
Roger Ebert l'ajoute à sa liste The Great Movies en 1996, déclarant « Au fil des ans, j'ai vu Vivre tous les cinq ans environ, et chaque fois il m'a ému et fait réfléchir. Et plus je vieillis, moins Watanabe me semble être un vieil homme pathétique, et plus il me semble être chacun de nous ». Dans sa critique des Sept Samouraïs, Ebert qualifie Vivre de meilleur film de Kurosawa. En 2008, Wally Hammond de Time Out salue Vivre comme « l'un des triomphes du cinéma humaniste ». Cette année-là, Michael Sragow (en) du New Yorker le décrit comme un « chef-d'œuvre », notant que Kurosawa est généralement plus associé à ses films d'action. La scène montrant Watanabe sur la balançoire dans l'aire de jeux qu'il a construite est décrite comme « iconique ». L'écrivain Pico Iyer commente la représentation du système de santé japonais d'après-guerre dans le film, et l'historien David Conrad remarque sa représentation de la gouvernance japonaise au moment où le Japon retrouve sa souveraineté après une occupation américaine de 7 ans,,,.
En 1972, les critiques de Sight & Sound nomment Vivre 12e meilleur film de tous les temps. En 1999, The Village Voice classe le film à la 212e place dans sa liste des 250 meilleurs films du siècle, basée sur un sondage de critiques. Le magazine Empire classe Vivre à la 459e place sur sa liste de 2008 des 500 meilleurs films de tous les temps, et à la 44e place sur sa liste de 2010 des « 100 meilleurs films du cinéma mondial ». En 2009, le film est classé à la 13e place sur la liste des « Meilleurs films japonais de tous les temps » par le magazine de cinéma japonais Kinema Junpō. En 2010, Vivre est inclus dans la liste des 100 meilleurs films de tous les temps de Time. En 2012, le film est classé 127e et 132e dans les sondages des critiques et des réalisateurs respectivement dans la liste des 250 meilleurs films de Sight & Sound. Martin Scorsese l'inclut dans une liste de « 39 films étrangers essentiels pour un jeune cinéaste ». Le film est inclus dans la liste de 2018 de la BBC des 100 meilleurs films en langue étrangère. À l'inverse, en 2016, The Daily Telegraph le nomme comme l'un des 10 films les plus surestimés. Le film a une note positive de 98 % sur Rotten Tomatoes, basée sur 55 critiques, avec une moyenne pondérée de 8,8/10. Le consensus du site indique : « Vivre est un récit humaniste bien interprété et profondément émouvant sur un homme confronté à sa propre mortalité, l'un des films les plus intimes du légendaire réalisateur Akira Kurosawa ». Pierre Billard dans L'Express qualifie le film de « chef d’œuvre ».

### Distinctions
Sauf indication contraire, les informations mentionnées dans cette section peuvent être confirmées par la base de données cinématographiques IMDb,  présente dans la section « Liens externes ».
Le film est en compétition pour l'Ours d'or à la Berlinale 1954.
| Prix                     | Date of ceremony | Catégorie                        | Récipiendaire(s)                                 | Issue      | Référence(s) |
| ------------------------ | ---------------- | -------------------------------- | ------------------------------------------------ | ---------- | ------------ |
| BAFTA Awards             | 1960             | Meilleur acteur étranger         | Takashi Shimura                                  | Nomination | [ 45 ]       |
| Berlinale                | 18-29 juin 1954  | Prix Spécial du Sénat de Berlin  | Akira Kurosawa                                   | Lauréat    | [ 20 ]       |
| Prix Kinema Junpō        | 1953             | Meilleur film                    | Akira Kurosawa                                   | Lauréat    | [ 20 ]       |
| Prix du film Mainichi    | 1953             | Meilleur film                    | Akira Kurosawa                                   | Lauréat    | [ 20 ]       |
| Prix du film Mainichi    | 1953             | Meilleur scénario                | Akira Kurosawa, Shinobu Hashimoto et Hideo Oguni | Lauréat    | [ 20 ]       |
| Prix du film Mainichi    | 1953             | Meilleur son                     | Fumio Yanoguchi (en)                             | Lauréat    | [ 20 ]       |
| Ministère de l'Éducation | 1953             | Prix du Ministère de l'Éducation |                                                  | Lauréat    | [ 20 ]       |

## Postérité

### Suite«spirituelle»
Kurosawa croit que la pièce Macbeth de William Shakespeare peut servir de « conte moral » complémentant Vivre, réalisant ainsi son film de 1957 Le Château de l'araignée.

### Remakes
Anand, un film indien de 1971, est inspiré de Vivre.
En 2003, DreamWorks tente un remake américain, qui mettrait en vedette Tom Hanks dans le rôle principal, et s'entretient avec le scénariste Richard Price sur l'adaptation du scénario. Jim Sheridan accepte de réaliser le film en 2004, bien qu'il ne soit pas produit.
Vivre fait l'objet d'un remake en téléfilm sur TV Asahi le 9 septembre 2007, le lendemain d'un remake de Entre le ciel et l'enfer de Kurosawa. Le remake de Vivre met en vedette l'acteur de kabuki Matsumoto Hakuō II.
Un remake britannique intitulé Vivre (Living), adapté par Kazuo Ishiguro, réalisé par Oliver Hermanus et mettant en vedette Bill Nighy, est sorti en 2022.

### Adaptation en comédie musicale
Une adaptation musicale est produite au Japon pour commémorer le 20e anniversaire de la mort d'Akira Kurosawa ; la musique est signée Jason Howland (en) et le livret est écrit par Chikae Takahashi. Elle connaît trois moutures différentes en 2018, 2020 et 2023. La distribution comporte notamment Hayato Ichihara en Mitsuo Watanabe et May'n dans le double-rôle de Toyo Odagiri / Kazue Watanabe. Le personnage de l'écrivain gagnant en importance, il est campé en alternance par Ryōsei Konishi, Genki Hirakata et Rio Uehara.